# Воинов, Вадим Серафимович
Вадим Серафимович Воинов (01. 06. 1940, Ленинград — 11.12.2015, Санкт-Петербург) — советский и российский художник, искусствовед и куратор, историк. Создатель методики функциоколлажа. Основатель авторской галереи «Мост через реку Стикс» Арт-центра «Пушкинская-10».

## Биография и творчество
Родился 1 июня 1940 года в Ленинграде, в семье историка. В 1949 году отец был репрессирован по «ленинградскому делу», его семья отправлена в ссылку.
По окончании школы работал матросом на судах океанического рыболовецкого тралового флота, ходил в Атлантику, Африку, Америку. В 1976 году окончил заочное отделение исторического факультета ЛГУ, параллельно защитил диплом на кафедре истории искусств. С 1972 г. — старший научный сотрудник в Государственном музее истории Ленинграда. В музее Вадим Воинов занимался обследованием идущих под капремонт домов и поиском исторически значимых артефактов, что во многом определило направление его художнического развития.
С 1979 г. начинает создавать объемные композиции из найденных объектов. С 1983 по 1991 годы состоит в Товариществе экспериментального изобразительного искусства, участвует во всех выставках. С 1990 — член Гуманитарного фонда (с 1999 — Товарищества) «Свободная культура».
В 1994 году Вадимом Воиновым была основана авторская галерея «Мост через Стикс» на базе арт-центра «Пушкинская, 10».
Умер в 2015 году.

## Функциоколлаж
Вадим Воинов в своем творчестве реализовал и последовательно развивал уникальный творческий метод, который получил название техники функциоколлажа. Сам автор соотносил типологически свои работы с контррельефами Татлина, однако отдельно выделял как жанрообразующее свойство сохранение функциональности, идентичности используемых им объектов. Подавляющее большинство композиций Вадима Воинова было посвящено различным темам из новейшей истории России.
«Для попытки создания нового жанра, названного мной „функциоколлаж“, применяется метод компоновки различных предметов в одной композиции. Тема и весь образный строй определены феноменом, возникающим от сочетаемости вещей. Характер предметов, их личное „обаяние“ заставляют в каждом отдельном случае искать новый прием сочетания объектов и их конструирования в определенном мною сюжете».

## Персональные выставки
1998 — Исход вещей. Русский музей, Санкт-Петербург
2002 — Предметный абстракционизм. Музей нонконформистского искусства, Санкт-Петербург
2005 — Государственный Эрмитаж под полной луной. Государственный Эрмитаж, Санкт-Петербург
2009—200 лет в проекции Гоголя. 1809—2009. Галерея «Мост через Стикс», Санкт-Петербург
2011 — Фабула предмета. Московский музей современного искусства, Москва
2011 — Лирический супрематизм. Музей петербургского авангарда, Санкт-Петербург
2016 — Объект 222. Новейшая история России. Музей нонконформистсткого искусства, Санкт-Петербург

## Участие в групповых выставках
1987 — Живопись-Графика-Коллаж, Ленинград
1987 — 1 выставка Ленинградского товарищества экспериментального изобразительного искусства, Москва
1994 — Selbstidentifikation. Positionen St. Petersburg Kunst von 1970 bis heute, Киль
1995 — Выставка коллекции Александра Глезера, Москва
1996 — Самоидентификация: аспекты санкт-петербургского искусства 1970—1980-х годов, Санкт-Петербург
1998 — Вторая волна, Санкт-Петербург
2005 — Коллаж в России. XX век, Санкт-Петербург
2007 — Приключения чёрного квадрата, Санкт-Петербург
2010 — Гласность: Советское неофициальное искусство 1980-х гг., Лондон
2011 — Врата и двери, Санкт-Петербург
2012 — Без барьеров. Российское искусство 19895-2000, Санкт-Петербург
2018 — 20 лет МНИ: Хроника, Санкт-Петербург

## Музейные кеоллекции
- Государственный Русский музей
- Государственный Эрмитаж
- Государственный музей истории Санкт-Петербурга
- Государственная Третьяковская галерея
- Литературно-мемориальный музей Ф. М. Достоевского
- Музей нонконформистского искусства
- Городской музей Амстердама
- музей Зиммерли в США,

также в частных коллекциях России и других стран мира.